# Les Tigres volants (bande dessinée)
Pour les articles homonymes, voir Les Tigres volants.
Les Tigres volants est une série de bande dessinée d'aventure publiée de 1994 à 2000 par la maison d'édition française Soleil.
Écrite par Richard D. Nolane et dessinée par Félix Molinari, cette série d'aviation est inspirée d'une escadrille qui a réellement existé : les Tigres volants.

## Albums

### Raids sur Rangoon (1994)
Raids sur Rangoon est le premier album de la série des tigres volants dessinée par Félix Molinari, sur un scénario de Richard D. Nolane et avec des couleurs de Frédéric Bergèse.
Cet album nous fait part des aventures d'une partie des quatre-vingts Américains pilotant sous les couleurs chinoises. Leurs légendaires avions de chasse à gueule de requin semèrent la mort et la terreur dans la redoutable aviation japonaise ; les Chinois surnommèrent ces héros : les Tigres volants.

#### Personnages clefs de l'histoire
- Scott Canon, héros de la série
- Général Claire Lee Chennault, fondateur des tigres volants
- Harry Woo, pilote chinois pilotant parmi les tigres volants
- Allen, pilote membre des tigres volants
- Leo Baker, pilote membre des tigres volants

#### Résumé
Dans ce premier tome, Félix Molinari présente l'exploit d'un jeune héros du nom de Scott Canon. Celui-ci doté de grande qualité de pilotage fera tout pour livrer bataille au japonais. À peine arrivé sur sa nouvelle base qu'une alerte est donné, son avion n'ayant pas pu être livré, il est cloué au sol. Il profite de la naïveté d'un pilote chinois pour prendre son avion I-16 et pars au combat malgré les ordres du Général Chennault. 
Il se liera d'amitié pour Harry, un pilote chinois dont il prendra la défense auprès de ces coéquipiers américains sceptique, notamment Allen qui se montre hostile puisque Harry pilotera l'avion de son coéquipier malade (Leo Baker).
Harry en bon pilote sauvera la vie d'Allen touché par un japonais.

#### Avions
Avions abattus (seuls sont marqués les comptables, c'est-à-dire identifiables sur le dessin) :
- Par Scott Canon : 1 Ki-21 avec l'I-16, 1 Zéro qui percutera un Betty avec le P40, 1 KI-27 en lui cassant l'aile
- Par l'AVG : 3 Ki-21, 2 Betty, 2 Zéro (par Harry Woo), 1 KI-27 (Harry), 1 KI-27
- Par les Japonais : 2 Buffalo, 1 P40 +2 autres endommagés

Avions Japonais :
- Zero, avion de chasse
- KI-15, avion de reconnaissance
- KI-27, avion de chasse
- KI-21, Bombardier
- Betty, Bombardier

Avions pilotés par Scott Cannon :
- Curtiss P-40 Warhawk, avion de chasse des tigres volants
- Polikarpov I-16, avion de chasse utilisé par les chinois et complètement démodé
- Piper Cub, avion léger utilisé pour le transport de passager, la reconnaissance

Autres :
- Buffalo, avion de la RAF stationné en Birmanie

### Mission à Singapour (1995)
Mission à Singapour est le deuxième volet de la saga album des Tigres volants écrit par Richard D. Nolane et dessinée par Félix Molinari.

### Tonnerre sur le Yang Tse (1996)
Tonnerre sur le Yang Tse  est le troisième volet de la saga album des Tigres volants écrite par Richard D. Nolane et dessinée par Félix Molinari.

#### Personnages clefs de l'histoire
- Scott Canon - Pilote des Tigres volants
- Jack Edwards - Contrebandier anglais
- Tschang Kai Shek - Chef de l'état chinois
- Le Général Chennault - Chef de l'escadrille des Tigres volants

#### Résumé
En janvier 1942, les Japonais contrôlent le cours inférieur du fleuve chinois Yang Tse Kiang. Le mercenaire Scott Cannon qui fait partie de l'escadrille les Tigres volants est chargé de la délicate tâche de couler une canonnière nipponne très puissante œuvrant sur ledit fleuve et stationnée à Hankeon (aujourd'hui quartier de Wuhan). La mission s'avère plus difficile que prévu et une contre-attaque est immédiatement organisée par les Japonais. Lors de l'assaut, un bombardier ennemi s'abîme dans un marais chinois.
Cherchant désespérément de nouveaux avions pour détruire la canonnière, Scott rencontre Jack Edwards, un contrebandier opportuniste anglais, qui lui propose contre rémunération la fourniture de deux biplans, datant de l'entre-deux-guerres, appartenant à un général chinois.
Par ailleurs, un message apprend aux instances japonaises que le bombardier disparu transportait des bombes ultra-secrètes dont la récupération semble indispensable. Seule, la canonnière peut atteindre les marais où repose l'avion. Ce déplacement inespéré va permettre à Scott d'utiliser ses deux nouvelles acquisitions.

### Étoile rouge (1998)
Étoile rouge' est le quatrième volet de la saga album des Tigres volants écrite par Richard D. Nolane et dessinée par Félix Molinari.

### Opération « Homme de Pékin » (2000)
Opération "Homme de Pékin est le cinquième volet de la saga album des Tigres volants écrite par Richard D. Nolane et dessinée par Félix Molinari.

#### Résumé
Transférer le frère de Tsang Kai shek. Cet homme est un riche industriel, impétueux ce qui aura le don d'énerver Scott canon.

## Publications
- Les Tigres volants, Soleil :

1. Raids sur Rangoon, 1994  (ISBN 2-87764-201-1).
2. Mission à Singapour, 1995  (ISBN 2-87764-249-6).
3. Tonnerre sur le Yang Tse, 1996  (ISBN 2-87764-369-7).
4. Étoile rouge, 1998  (ISBN 2-87764-756-0).
5. Opération « Homme de Pékin », 2000  (ISBN 2-84565-061-2).

- Les Tigres volants : L'Intégrale, Soleil, 1997  (ISBN 2-87764-629-7). Contient les trois premiers volumes de la série (BNF 36177790).

### Lien web
- « Les tigres volants », sur bedetheque.com.